# Coronavirus Structural Task Force
De Coronavirus Structural Task Force was een spontaan, internationaal samenwerkingsverband van wetenschappers die zich ten doel
stelden, de structuur van het SARS-CoV-2 virus op moleculair en atomair niveau te begrijpen en af te beelden om zodoende andere
onderzoekers te ondersteunen bij het begrijpen en beïnvloeden van het virus.
De groep bestond uit circa 25 wetenschappers uit verschillende disciplines, onder andere de moleculaire biologie en wetenschapscommunicatie onder leiding van dr. Andrea Thorn, instituut voor nanostructuren en vastestoffysica aan de Universiteit van Hamburg.  Men onderzoek de ruimtelijke structuur van eiwitten die in de Protein Data Bank gepubliceerd zijn en probeert die te verbeteren. In de zin van open science werden alle vondsten en modelleringen openbaargemaakt. Sinds 2020 konden vele verbeteringen aan de op dat moment bekende structuur en werking van het virus aangebracht worden. Zo kon de groep laten zien dat de ontwikkeling van het virusremmende medikament Remdesivir op een onjuiste modellering van een van de viruseiwitten berust en die modellering corrigeren.
Het werk van de groep is onbezoldigd en onafhankelijk. De naam van de groep was oorspronkelijk speels bedoeld, maar is intussen ingeburgerd.